# Nagra
Nagra es una marca de magnetófonos portátiles profesionales concebidos, a partir de 1950, por el ingeniero suizo de origen polaco Stefan Kudelski.

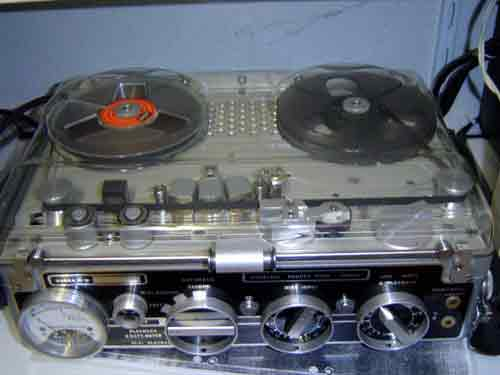
Nagra III

La palabra « nagra » significa «  grabará » en polaco.

## Historia
En 1951, el Nagra Y, con tubos miniatura y rebobinado a manivela, fue el primer magnetófono de cinta magnética de un cuarto de pulgada, de muy pequeñas dimensiones (30 x 18 x 10 cm) que revolucionó la grabación del reportajes radiofónicos.
Nagra subió a las cumbres más altos acompañante una expedición a la Everest y se hundió en las profundidades oceánicas con el batiscaf del profesor Piccard
En Kudelski mejoró su primer diseño lanzando en 1953 el Nagra II con indicador de modulación, incorporando un motor eléctrico autorregulado con un montaje sobre circuito impreso.
Entre 1953 y 1956 el escritor Suizo Nicolas Bouvier viajó desde los Balcanes en la India en compañía del pintor Thierry Vernet, trayendo el Nagra personal de Stefan Kudelski, un prototipo entonces todavía fabricado de forma artesanal. Las cintas grabadas en este viaje no serían explotadas hasta 50 años más tarde, revelando una calidad excepcional.
En 1958,  salió el Nagra III, totalmente transistoritzat. Por primera vez, un aparato de 5 kilos, alimentado por pilas, igualó en calidad a los pesados magnetófonos de estudio.Totalmente fiable, muy robusto, construido con los mejores componentes, el Nagra III fue adoptado por los ingenieros de sonido del mundo entero, tanto a la radio como la televisión y en el cine, lanzado a la fama con la película Blow Out. Gracias a su poco peso, aliado a la cámara de 16 mm  Éclair 16, permitió en el cine bajar a la calle, como lo hicieron sobre todo los realizadores de la Nouvelle vague. A partir de aquel momento, « Nagra » fue sinónimo de magnetófono portátil.

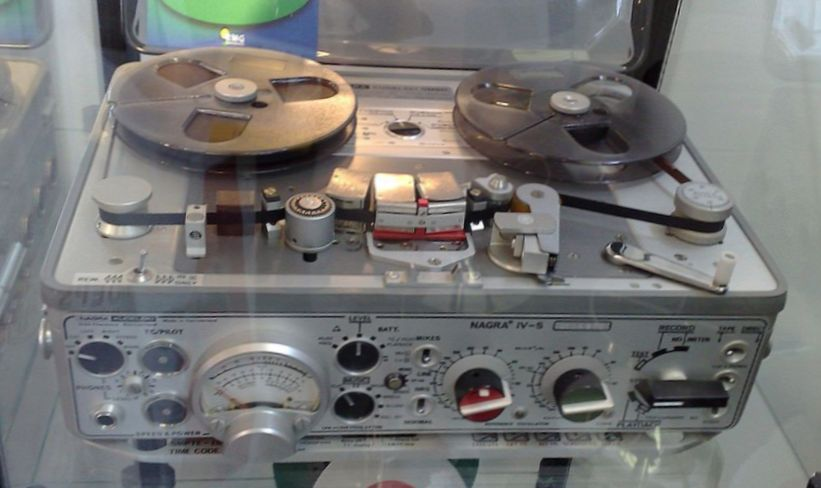
Nagra IV-

A partir de 1962, un sistema de regulación, el Neopilot, permitió regular la velocidad de la cinta mediante un cuarzo, hecho que aseguró una perfecta sincronización con una cámara. 
Lo Nagra SN (SN siglas de Serie Negra), surgió de un encargo especial de la CIA, quedando disponible para los profesionales en 1965.<meta /> Este  magnetófono, aconteció famoso al ser empleado a la serie Misión imposible, es uno un magnetófono  monofónico de cinta completa regulado por cuarzo, discreto y ligero, utilizado durante mucho tiempo para las grabaciones analógicas en entornos teatrales o por las empresas de vigilancia.
El Nagra IV, dotado de numerosas mejoras técnicas, tres entradas de micrófono y un limitador, apareció en 1969 y muy  poco después se convirtió en el Nagra 4.2. En 1971, fue el año de llegada del Nagra IV-S (S por stéréo), que graba sobre dos pistas. Fue concebido para la grabación musical de alta calidad, así como para las aplicaciones de cine, radio y televisión. En 1984, se le añadió el código de tiempo SMPTE (timecode), convirtiéndolo en el Nagra IV-STC. 
En 1992, Kudelski presentó el Nagra-D, un magnetófono digital de cuatro pistas sobre cinta magnética. Poco después, en 1995, lo acompañó el magnetófono digital portátil Ares de dos pistas sobre tarjeta PCMCIA o CompactFlash.

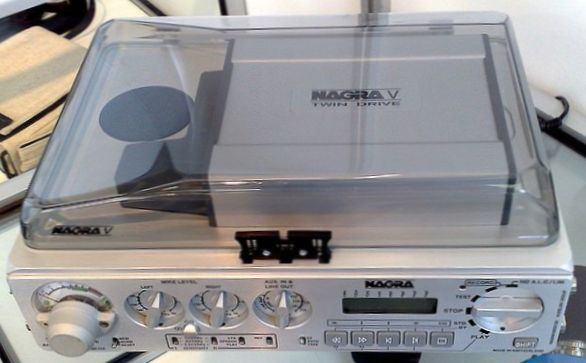
Nagra

En 2001, la empresa suiza presentó el Nagra V que retomó el chasis del Ares, siendo un magnetófono digital controlado por ordenador. Al principio grababa sobre cartuchos CastleRock después se eligió el disco llevar como apoyo de grabación, que podía ser extraíble o interno. Este magnetófono estereofónico tenía una capacidad de grabación muy alta; la autonomía de sus baterías era de más de un día.
En 2008, Nagra lanzó el Nagra VI, un magnetófono digital evolutivo de 8 pistas sobre disco llevar (6 entradas analógicas y 2 digitales AES) y también sobre tarjeta CompactFlash.
En 2009, se presentó el Nagra LB como sucesor del Ares-C y Ares-BB.  Desarrollado para ser usado por los periodistas, tomó la plantilla de la Ares-BB, pero con la caja de acero y las características de la Ares-C, incluyendo versiones modernizadas de las funciones de comunicaciones (Ethernet, Bluetooth, USB) y con la placa de montaje a la parte superior.  Lo Nagra LB es un magnetófono digital compacte con dos pistas de grabación con tarjeta CompactFlash, periféricos USB  y memoria interna de dos gigabytes.